# آرچادزور
آرچادزور (ارمنی: Արջաձոր؛ ترکی آذربایجانی: Ağcayazı) یک منطقهٔ مسکونی در جمهوری آرتساخ است که در استان کاشاتاق واقع شده‌است.